# Glaucidium (plante)
Pour les articles homonymes, voir Glaucidium.
Genre
Classification APG III (2009)
Glaucidium est un genre de plantes herbacées de la famille des Ranunculaceae.

## Classification
Angiosperm Phylogeny Website (9 juin 2010) place ce genre dans la famille Ranunculaceae, et la sous-famille des Glaucidioideae .

## Liste d'espèces
Selon GRIN (9 juin 2010) :
- Glaucidium palmatum Siebold & Zucc.